# Снятинська районна рада
Снятинська райо́нна ра́да — районна рада Івано-Франківської області.